# Tomás Echávarri
Tomás Echávarri Ostiz (Santesteban, 1908 - Vitoria, 11 de noviembre de 1990) fue un músico, profesor y compositor español.

## Biografía
Hizo sus primeros estudios de música en el Conservatorio de Pamplona, en su Navarra natal, enriqueciéndolos en el Conservatorio de Madrid, donde entre sus profesores estuvieron el también navarro Joaquín Larregla (piano) y Benito García de la Parra (composición), dos asignaturas en las que consiguió la máxima calificación.
La mayor parte de su vida la pasó en la ciudad vasca de Vitoria, cercana a su tierra, en la que se afincó y en la que fue profesor y director de su Conservatorio durante 37 largos años, entre 1937 y 1974. Entre sus alumnos en esta institución estuvieron músicos como el alavés Sabin Salaberri.

## Homenajes
- 1975. Medalla de Plata de la ciudad de Vitoria por su labor pedagógica